# Cavisternum carae
Espèce
Cavisternum carae est une espèce d'araignées aranéomorphes de la famille des Oonopidae.

## Distribution
Cette espèce est endémique du Territoire du Nord en Australie. Elle se rencontre  dans la région de Douglas-Daly.

## Description
Le mâle holotype mesure 1,10 mm.

## Étymologie
Cette espèce est nommée en l'honneur de Cara Churchill, la fille de Tracey B. Churchill, la collectrice de l'holotype.

## Publication originale
- Baehr, Harvey & Smith, 2010 : The goblin spiders of the new endemic Australian genus Cavisternum  (Araneae: Oonopidae). American Museum Novitates, no 3684, p. 1-40 (texte intégral).